# キム・ジャンフン
キム・ジャンフン（김장훈 / 金章勳、1963年8月14日 - ）は、韓国の歌手・俳優・反日活動家。血液型O型。本貫は金海金氏。

## 人物
ソウル特別市出身。家族構成は母と姉2人。暻園大学校英語英文科を卒業後、1991年に歌手デビューを果たす。2008年頃から、精神疾患などで苦しんでいたが、2011年9月26日に、韓国のアイドル歌手グループSUPER JUNIORのキム・ヒチョルとのコラボレーションした曲「Breakups are So Like Me」を発表して復活。2012年に約5000万円の借金を返済するためにナイトクラブで歌手活動をしていくことを発表した。

## 反日活動
- 竹島（韓国名独島）を韓国領土として認めるように日本に求めており[5]、2011年、日系韓国人の保坂祐二と独島を紹介するウェブサイト「Truth of Dokdo」を開設した[6]。
- 日本海近辺の海域の名称を、韓国名の東海と呼称するように国際社会に求めている。
- 2012年1月3日、韓国人慰安婦に対する日本の恒久的な謝罪と賠償を求めるため韓国広報専門家のソ・ギョンドクと一緒に訪日し、新宿・渋谷などで韓国人慰安婦の写真入り屋外広告物1500枚を無断で設置した[7]。
- 2012年6月5日、漢江に独島ランドを作ることを表明。韓国民に募金するように呼びかけた[8]。
- 2012年8月15日、韓国の学生らと独自の水泳リレー（簡易プールが設置された船内で、船の移動中に船内で水泳をする）で竹島へ渡ったが、到着後に持病のパニック障害（恐慌障害）を発症し、病院に緊急搬送された[9]。
- 2012年7月、米国でコンサートを開催し、在米韓国人団体から米国大統領奉仕賞を授与されたが、9月に不適切な授賞であることが発覚したため取り消された。キムに賞を与えた在米韓国人団体は大統領奉仕賞の所管組織から奉仕賞授与権限を永久剥奪された[10]。
- 2013年3月22日、米国ニュージャージー州に「慰安婦館」を建てる計画をブログで発表[11]。

## 発言
日韓問題について、自身のホームページで「私たち(韓国人)が半導体、造船、鉄鋼、テレビなど、君たちの成長動力を吸収してリードしてきたこの10年間、君たち(日本人)に負けた記憶が特にない。その傷ついた自尊心を満たすために、ごく少数の右翼が扇動したところで効果は得られない」。「36年間わが国を強占し凌辱した日本だが、わが国民は日本の東日本大震災被害に温情と愛を送った。それでも日本は教科書問題でわれわれの後頭部を叩いた。その時私たちが韓国にいる日本人に脅威を加えただろうか？」「韓国コンプレックスにとらわれた日本、あなたたちの残っている良心に最後の望みをかけてみる」とコメントしている。
また、2012年8月20日に日本のミュージシャン泉谷しげるが「 スポーツやエンターテインメントに関わる人間が本当に言わなきゃいけないのは、『皆で仲良くしようよ』ということだろ」と発言し、韓国のサッカー選手がオリンピックで竹島（韓国名；独島）セレモニーをしたり、キム・ジャンフンと俳優のソン・イルグクが竹島まで泳いで横断したりして争いを助長していると非難したことに対して、翌21日、自身のミートゥデイ（韓国版ツイッター）に「泉谷しげると酒でも一杯やりながら歴史的な資料を土台に話がしたい。誤解が解ければ友達になれるだろう」とし「先進国の国民らしく、最小限の礼儀で理想的な話し合いをしよう。韓国に来たら日本酒を振る舞いたい」などと応じた。

## 不祥事
- 2015年1月15日、旅客機内で喫煙をしたことにより、韓国・仁川地検から喫煙航空保安法違反罪で罰金100万ウォン（約11万円）の略式起訴処分にされた[16]。

- 2015年2月23日、映画『96時間/レクイエム』を違法ダウンロードしたとしてソウル中央地検に告発された[17]。
- 2017年5月20日、盧武鉉元大統領追悼文化祭のステージ上で暴言を吐き、謝罪、活動自粛を発表[18]。

## CD
- 1991 「いつも私たちの間には」 タイトル曲 「そこに」
- 1992 映画「薔薇色の人生」 O.S.T タイトル曲「朝を迎えに」
- 1994 「今まさに」
- 1996 「歌だけ歌った」
- 1998 「Kim Jang Hoon#1998 Ballads For Tears」
- 1999 「馬鹿」
- 2000 「Best」
- 2000 「Innocence」
- 2001 「Natural」
- 2002 「01～02 Live Concert In Wonderland」
- 2005 「彫刻」
- 2006 「It's Me」
- 2007 digital single 「キム・ジャンフンのトロット」
- 2008 digital single 「キム・ジャンフンの夕立ち」

## 映画
- 2002 「夢中人」(李璟榮)
- 2002 「緊急措置19号」(キム・テギュ)
- 2006 「ラジオスター」(李俊益)
- 2011 「独島３Ｄ映像ショー」　（自主映画・共演はテコンV）[19]